# Edvard Kovač
Edvard Edi Kovač, OFM, slovenski teolog in filozof, * 7. november 1950, Gornja Radgona.	

## Življenjepis
Leta 1987 je doktoriral iz filozofije na pariškem Katoliškem inštitutu, nato pa je leta 1990 še opravil magisterij iz teologije.
Do 2016 je predaval na Teološki fakulteti v Ljubljani, honorarno pa tudi na  Filozofski, Zdravstveni in Biotehniški fakulteti v Ljubljani. Še vedno pa je v Toulousu profesor filozofije na Filozofski fakulteti Katoliškega inštituta. Kot predavatelj sodeluje na Univerzi v Bordeauxu in na mednarodnih simpozijih v Strasbourgu in v Parizu.
Njegov brat dvojček Viljem Kovač je poznan onkolog, ki je v  obdobju 2015-2019 med drugim opravljal funkcijo strokovnega direktorja Onkološkega inštituta Ljubljana.

## Delo
Je avtor knjig »Nietzschejeva tragičnost«, »Slovenska nacionalna zavest«, »Modrost o ljubezni« in »Oddaljena bližina«. Najbolj ga zanimajo vprašanja o etiki, pojmovanja človeka in sodobni problemi, saj je strokovnjak za filozofsko antropologijo in sodobno filozofijo, na mednarodnih kongresih pa prispeva tudi analize o postmoderni družbi.

## Nazivi
- izredni profesor (1993; FDV 1995)
- docent (1994)?
- predavatelj (1990)

## Nagrade
- Rožančeva nagrada
- Red za zasluge (2007)[2]
- Red umetnosti in leposlovja (2011)[3]